# Ralf Daubitz
Ralf Daubitz (* 24. November 1961 in Schorbus, Drebkau) ist ein ehemaliger deutscher Fußballspieler im Mittelfeld. Er spielte für die BSG Energie Cottbus in der DDR-Oberliga.

## Karriere
Daubitz spielte in seiner Jugend bei der BSG Energie Cottbus. In der Saison 1982/83 spielte er mit der zweiten Mannschaft in der Bezirksliga, in der er auf 21 Einsätze und zwei Tore kam. 1984 kam Daubitz im Spiel gegen ISG Schwerin zu seinem ersten Einsatz in der zweitklassigen DDR-Liga. Das Spiel gewann Cottbus mit 4:2. Danach folgten in der Saison 20 weitere Partien. In der Saison 1985/86 kam Daubitz auf nur sechs Einsätze, in denen er ein Tor erzielte. Nach dem Aufstieg 1986 absolvierte er noch vier Spiele in der DDR-Oberliga für Cottbus. In der folgenden Spielzeit trat er wieder für die zweite Mannschaft an. 1988 wechselte Daubitz zur BSG Lokomotive Cottbus, wo er bis 1991 blieb. Anschließend ging er zum ESV Lok Cottbus und blieb dort bis zu seinem Karriereende 1997.